# David Simons

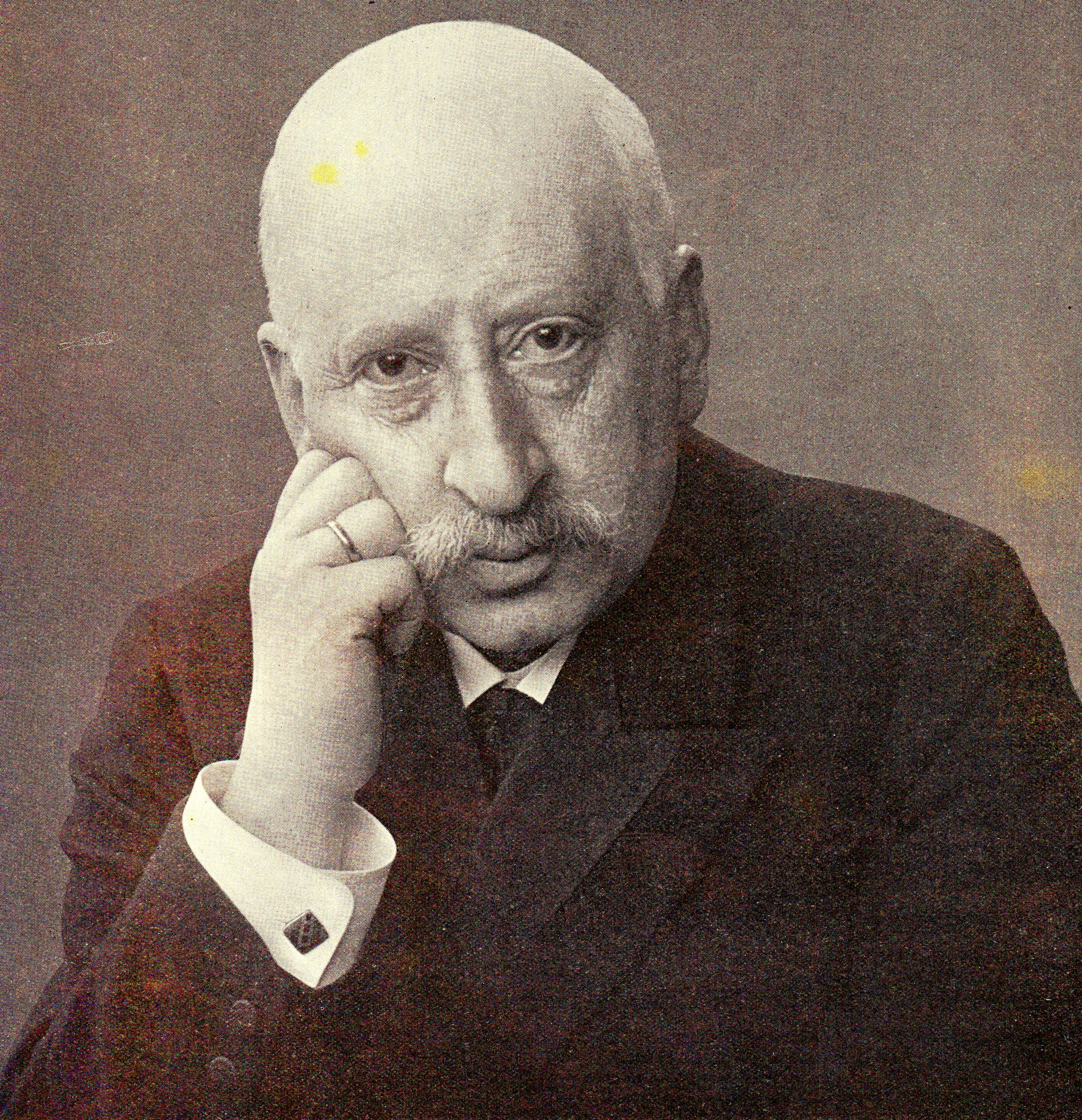
David Simons

David Simons (* 3. November 1860 in Den Haag; † 3. September 1930 in Utrecht) war ein niederländischer Rechtswissenschaftler.

## Leben
David stammte aus einer jüdischen Familie. Er war der Sohn des Kaufmanns Mozes Simons (* 2. Februar 1826 in Den Haag; † 24. Oktober 1894 ebenda) und dessen Frau Kaatje de Sterke (* 8. März 1837 in Rotterdam; † 8. November 1911 in Den Haag). Nach dem Besuch der höhere Bürgerschule und des Gymnasiums in Den Haag, immatrikulierte er sich am 2. Oktober 1879 an der Universität Leiden, wo er ein Rechtsstudium absolvierte. Am 14. November 1883 promovierte er unter Henri van der Hoeven mit der Arbeit De vrijheid van de drukpers in verband met het wetboek van strafrecht (deutsch: Die Freiheit der Presse im Verbund mit dem Strafgesetzbuch) zum Doktor der Rechte. Danach arbeitete er als Anwalt in Amsterdam und fungierte dort auch als Richter.
1897 wurde er Professor für niederländisches Strafrecht an der Universität Utrecht, welche Aufgabe er mit der Einführungsrede De verdediging in het strafproces (deutsch: Die Verteidigung im Strafprozess) am 15. Oktober 1897 begann. Viele Publikationen erschienen in den fachspezifischen Zeitschriften und Journalen seiner Zeit. So wirkte er ab 1902 als Redakteur bei der Zeitschrift Het Paleis van Justitie, 1890 bis 1920 als Redakteur des Rechtsjournals Themisen, ab 1890 als Redakteur der Tijdschrift voor Strafrecht und von 1902 bis 1930 als Redakteur des Weekblad van het Recht. 1913 entwarf er ein neues Strafgesetz, welches 1926 ohne wesentliche Veränderungen umgesetzt wurde. Im Akademiejahr 1910/11 fungierte er als Rektor der Alma Mater und man ernannte ihn zum Ritter des Ordens vom niederländischen Löwen. Aus gesundheitlichen Gründen legte er am 12. Dezember 1927 sein Amt nieder und verstarb drei Jahre später.
Simons verheiratete sich am 4. Januar 1888 in Den Haag mit Marianna Wilhelmina van Raalte (* 6. Oktober 1863 in Leiden; † 17. Januar 1947 in Utrecht), die Tochter des Kaufmanns Lion Joseph van Ralte (* 8. Januar 1824 in Amsterdam; † 8. Februar 1873 in Leiden) und dessen Frau Esther Simons (* 15. März 1828 in Den Haag; † 24. Februar 1916 in Amsterdam). Aus der Ehe stammt der Sohn Marius Julius Simons (* 18. Juni 1891 in Amsterdam; † 14. Februar 1945 in Bergen-Belsen), welcher mit Caroline Edersheim (* 3. Februar 1896 in Den Haag; † 7. Februar 1945 in Bergen-Belsen) verheiratet war und die Tochter Estella Simons (* 5. November 1888 in Amsterdam; † 30. Januar 1989 in Wassenaar).

## Werke (Auswahl)
- De vrijheid van drukpers in verband met het Wetboek van Strafrecht. Den Haag, 1883
- De verdediging in het strafproces. Haarlem, 1897
- Leerboek van het Nederlandsche Strafrecht. Groningen 1904 und 1907, 2. Bde. u.ö.
- Een woord tot afscheid. Den Haag, 1928
- Problemen van het strafrecht. Amsterdam, 1929